# Greifenstein (Assia)
Greifenstein è un comune tedesco di 6 584 abitanti situato nel land dell'Assia.